# Orșa
Orșa (în belarusă О́рша, Ворша; în rusă О́рша pronunție în rusă [ˈorʂə]; în lituaniană Orša, în poloneză Orsza) este un oraș în regiunea Vițebsk din Belarus la confluența râurilor Nipru și Arșîța.

## Istoric

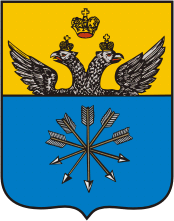
Stema orașului, 1781.

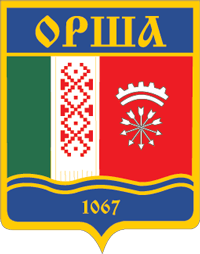
Stema orașului, realizată în 1967 pentru cea de-a 900-a aniversare.

Orșa a fost menționat pentru prima dată în 1067 ca Rșa, ceea ce-l face să fie unul dintre cele mai vechi orașe din Belarus. Orașul a fost numit după râul, care a fost inițial numit, de asemenea, Rșa, probabil de la rădăcina baltică *rus „care curge încet”.
În 1320, Orșa a devenit o parte a Marelui Ducat al Lituaniei. În perioada 1398-1407 a fost construit castelul Orșa. Pe 8 septembrie 1514 a avut loc celebra Bătălie de la Orșa între alianța formată de Marele Ducat al Lituaniei cu Regatul Poloniei și armata Cnezatului Moscovei. Moscoviții au suferit o înfrângere semnificativă; cu toate acestea, victoriosul Mare Ducat al Lituaniei nu a beneficiat pe deplin de victoria sa.
În 1555, Mikołaj „cel Negru” Radziwill a fondat un ordin calvin (protestant) la Orșa, unul dintre primele de acest fel de pe teritoriul actualului Belarus. Din secolul al XV-lea până în secolul al XVIII-lea Orșa a fost un important centru religios, cu zeci de biserici și mănăstiri ortodoxe, protestante și catolice. Orașul a fost, de asemenea, căminul unei numeroase populații evreiești.
Orșa a primit drepturile Magdeburg în 1620. În 1630, S. Sobal a deschis prima tipografie la mănăstirea Kuciejna, care a devenit un centru bine-cunoscut de tipărire de cărți cu alfabet chirilic. Orașul a fost avariat în timpul Războiului Ruso-Polonez (1654-1667), ceea ce a reprezentat un dezastru pentru Marele Ducat al Lituaniei. Cu ocazia Primei împărțiri a Poloniei acest oraș a fost anexat de către Imperiul Rus în 1772 și a devenit parte a guberniei Moghilău. Sub stăpânirea rusă, orașul a pierdut drepturile Magdeburg în 1776 și a intrat într-un declin economic și cultural. Populația a scăzut drastic la doar 2.000 de locuitori. Stema orașului a fost schimbat în 1781 cu unul care conținea simbolul Imperiului Rus și cinci săgeți.

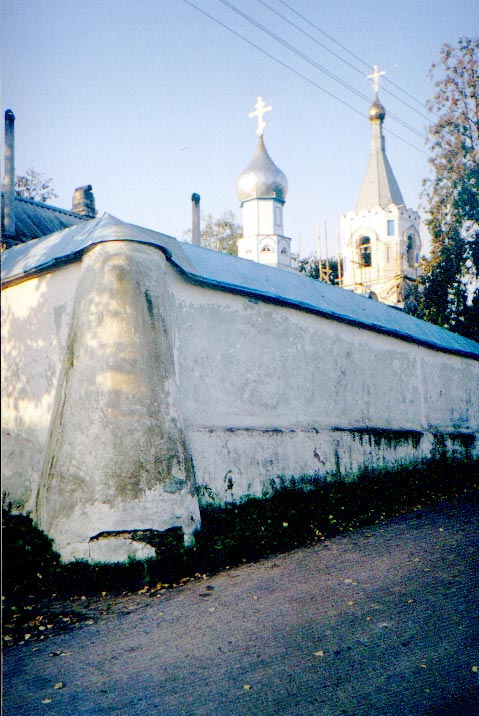
Orșa. Biserica ortodoxă Sfântul Ilie (1880).

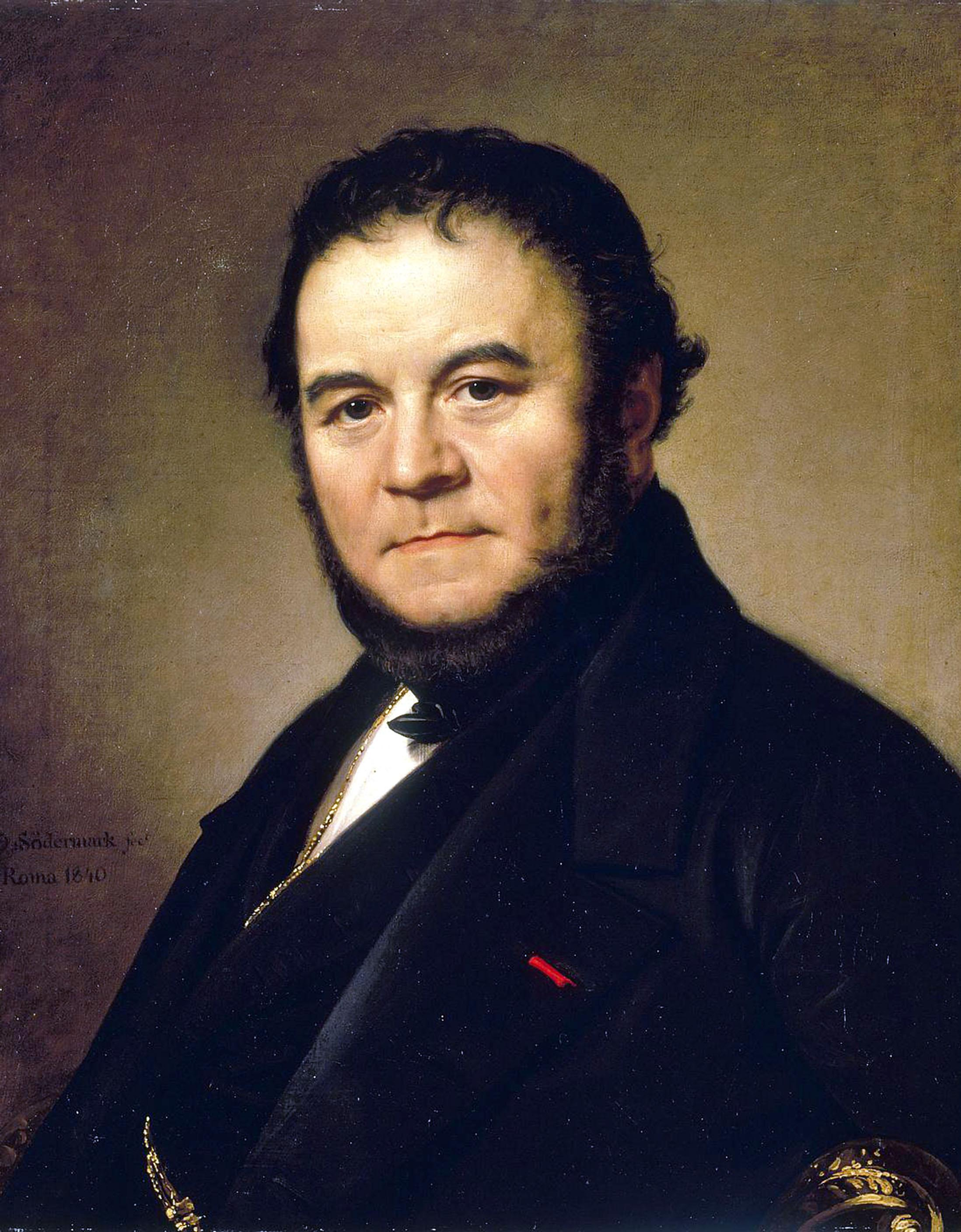
În timpul invaziei lui Napoleon scriitorul francez Stendhal a servit la Orșa cu rangul de intendent

În 1812, orașul a fost ars puternic în timpul invaziei lui Napoleon. Orșa s-a aflat sub ocupația trupelor franceze, aici servind scriitorul francez Marie-Henri Beyle (cunoscut, de asemenea, sub pseudonimul Stendhal) cu rang de intendent. Potrivit recensământului din 1897, dintr-o populație totală de 13.161 de locuitori, aproximativ 7.000 erau evrei.
În timpul Primului Război Mondial, orașul a fost ocupat de armatele germane în perioada februarie–octombrie 1918. La 2 februarie 1919, Orșa a devenit parte a raionului Homyel (regiunea Vițebsk, 1920) al Rusiei Sovietice. După formarea Uniunii Sovietice, el a fost transferat RSS Bieloruse în 1924.
Populația orașului înainte de cel de-al Doilea Război Mondial a fost de aproximativ 37.000 de locuitori. Orașul a fost ocupat de Germania Nazistă pe 16 iulie 1941. Ocupanții au amenajat mai multe lagăre de concentrare în oraș, unde au fost ucise aproximativ 19.000 de persoane.

### Populație
- secolele XVI-XVII: est. 5.000
- 1776: mai puțin de 2.000[necesită citare]
- 1939: 37.000
- 1970: 100.000
- 2004: 125.000

## Transport

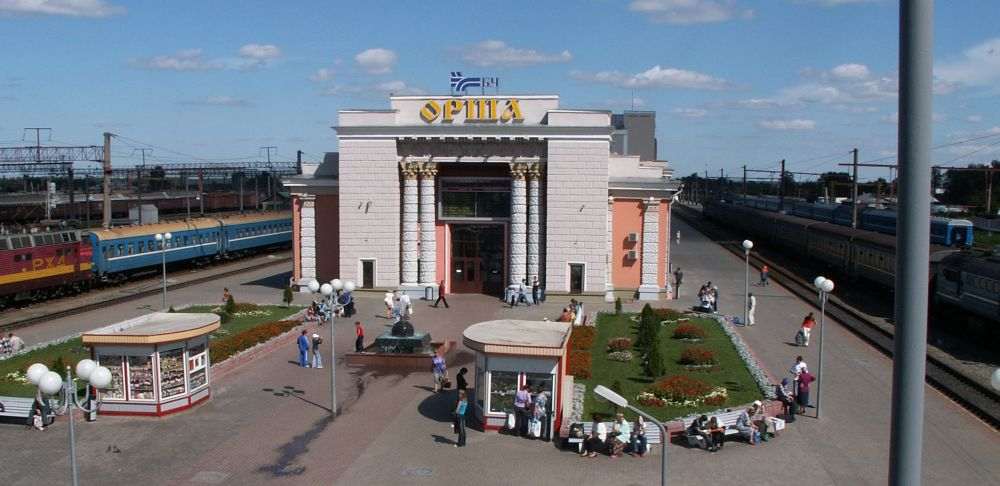
Stația de cale ferată.

Orșa a devenit un important centru de transport după construirea unui port la Nipru. Construirea liniilor de cale ferată în a doua jumătate a secolului al XIX-lea a contribuit foarte mult la creșterea orașului:
- 1871: Moscova–Minsk–Brest
- 1902: Jlobin–Moghilău–Vitebsk
- 1923: Orșa-Krychaw
- 1927: Orșa-Lepel

Astăzi, Orșa este un important nod de cale ferată, unde se încrucișează linia Minsk–Moscova cu partea de nord a liniei Vitebsk, care se împarte la sud către Moghilău și Krychaw. Toate trenurile de la Moscova și Sankt-Petersburg către Europa de Vest trec prin Orșa.
Orașul se află, de asemenea, la intersecția a două autostrăzi importante: M1 (E30) Moscova-Brest și M8/M20 (E95) Sankt Petersburg - Odesa.

## Personalități născute în Orșa
- Francis Dzierozynski, iezuit

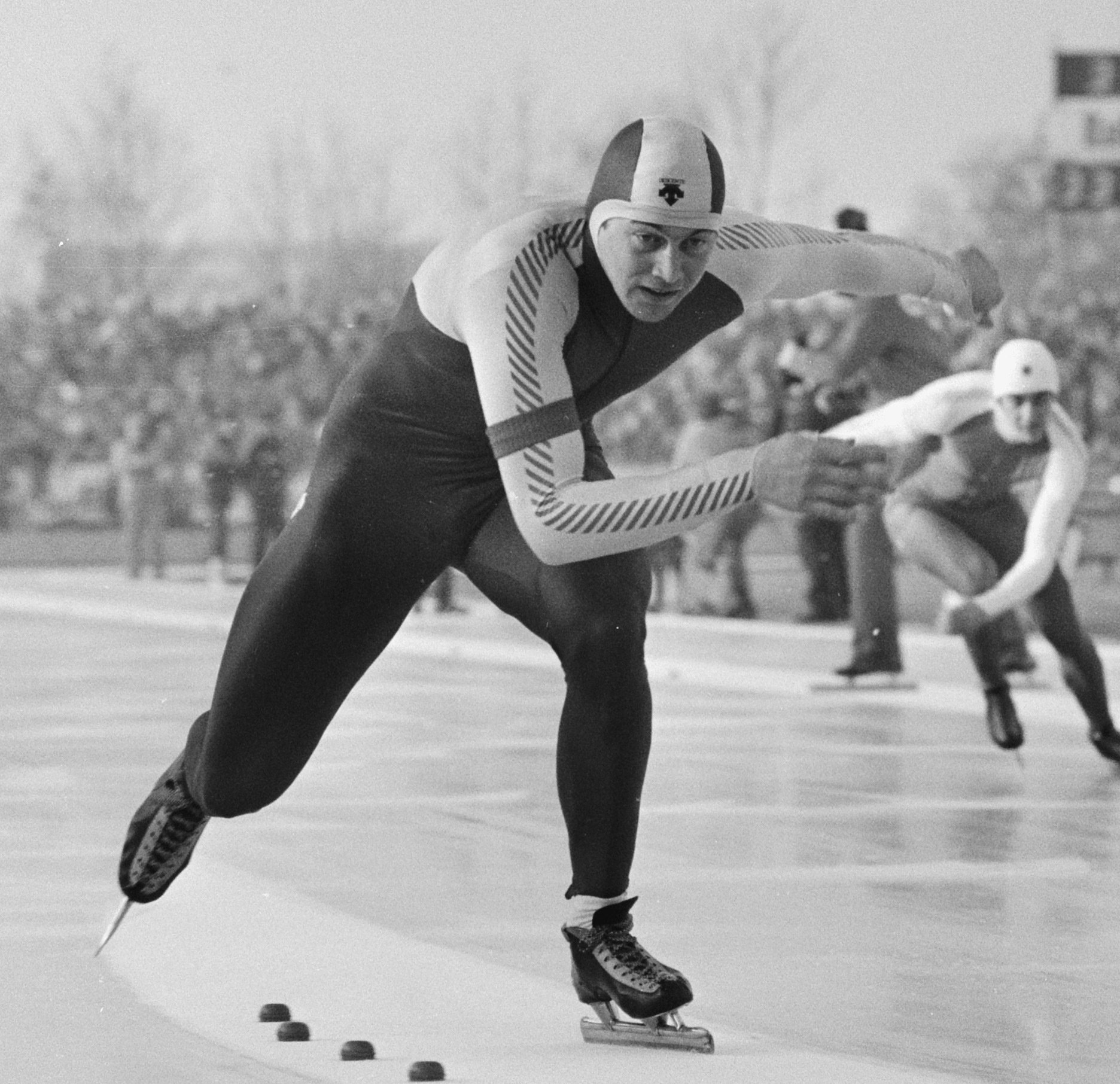
Igor Jelezovski

- Piotra Holub (Piotr Semionovici Golub) (1913-1953), artist, autor al mai multor afișe cunoscute de propagandă sovietică, cum ar fi „Болтун находка для шпиона” și multe altele
- Uladzimir Karatkievič, scriitor belarus
- Mihail Marînici, politician de opoziție, care a fost închis în Orșa
- Gheorghi Mondzolevski, dublu campion olimpic de volei
- Gershon Shufman, scriitor evreu, cunoscut sub numele de „Gimel Shufman”
- Frida Vigdorova, scriitoare și jurnalistă sovietică, celebră pentru „Cartea albă” după procesul lui Iosif Brodski în sprijinul drepturilor omului în URSS (ru:Вигдорова, Фрида Абрамовна)
- Lev Vîgotski, psiholog
- Natan Zarhi, dramaturg și scenarist de film
- Igor Jelezovski, patinator de viteză medaliat olimpic
- Alina Talai (născută în 1989), atletă

## Orașe înfrățite
- Spitak,  Armenia, începând din anul 2013.[5]